# Songtsen Gampo
Songtsen Gampo (Wylie: Srong-btsan sGam-po) fue el fundador y primer emperador del Imperio tibetano. La fecha de su nacimiento no es exacta, ubicándose en 605 o 617. 
Las crónicas chinas la refieren un año antes de la fundación de la dinastía Tang en 618. Según la tradición tibetana sucedió al rey de Lhasa, Namri Song Tsen en 629. También, es posible que Songtsen Gampo haya sucedido a su padre después de morir en el año 618.
Ya en el trono, realizó un viaje a China y otro a Benarés, para conocer a los sacerdotes hinduistas. Inició la conquista de los principados tibetanos, formando así el Imperio tibetano. 
Trasladó su capital de Lhasa a Tengri (hoy Timbu, en Bután) y dirigió una expedición a Tshalukia, reino indio que dominaba el golfo de Bengala.
Tomó este reino y el de Benarés e hizo un tratado de paz con los nepaleses. 
Se casó con la princesa nepalesa, Bhrikuti Devi, en 630. Un año después, contrajo nupcias con la princesa china Wencheng, hija del emperador chino Li Shimin. Ambas mujeres eran budistas. Las crónicas tibetanas indican que a Wencheng le incomodaban las costumbres tibetanas. 
El legado más importante de su reinado fue el de introducir el budismo en Tíbet y el desarrollo del alfabeto tibetano con ayuda de Padmasambhava.
Song Tsen Gam Po falleció en el año de 649 o 650. Su nieto y sucesor, Mangsong Mangtsen, se encontraba estudiando en China cuando el emperador falleció.